# ドルゴルスレン・スミヤバザル
ドルゴルスレン・スミヤバザル（Dolgorsuren Sumiyabazar、1974年1月7日 - ）は、モンゴルの男性レスリング選手、総合格闘家、政治家。ウランバートル出身。本名はドルゴルスレンギーン・スミヤーバザル（Долгорсүрэнгийн Сумъяабазар Dolgorsürengiin Sumiyaabazar）。

## 親族
元横綱の朝青龍（本名：ドルゴルスレンギーン・ダグワドルジ）、元プロレスラーのブルー・ウルフ（本名：ドルゴルスレンギーン・セルジブデ）の兄。大相撲力士で現横綱の豊昇龍は甥（兄スガラグチャーの子）。同じく大相撲力士の天狼星は甥（弟ブルー・ウルフの子）。

## 来歴
アトランタオリンピック、シドニーオリンピックにレスリング・フリースタイルモンゴル代表として出場、アトランタ大会では開会式においてモンゴル選手団の旗手も務めていた。
弟の朝青龍曰く「自分の10倍強い」らしい。しかし、日本ではこれといった成績を残すことが出来なかった。唯一の勝ち星は、2005年1月4日に開催された新日本プロレスのバトルロイヤル形式の総合格闘技トーナメント「アルティメット・ロワイアル」における長井満也戦のみである（総合格闘技とは名ばかりで、内容はプロレスであった）。
ボブ・サップ、高阪剛、永田裕志といった選手と対戦しているが、いずれも敗退した。
2007年の弟の朝青龍の出場停止・帰国騒動の際に現在はモンゴルで父が経営する事業に関わっている事が確認されており、朝青龍のスポークスマンのような役割でマスコミに登場する機会が多い。
2008年にウランバートルの市議選に立候補し当選した。
2012年には日本の国会議員にあたる国民大会議総選挙に人民党から出馬するも得票率が当選基準を満たさず、翌年4月に行われた再選挙において当選した。
2016年6月に行なわれた国民大会議総選挙に人民党から出馬し、再び当選を果たす。
2016年12月現在、モンゴル日本友好議員連盟会長も務めている。
2017年10月20日、オフナー・フレルスフ内閣発足に伴い鉱業・重工業大臣に就任した。

## 戦績

### 総合格闘技
| 総合格闘技 戦績 | 総合格闘技 戦績 | 総合格闘技 戦績 | 総合格闘技 戦績 | 総合格闘技 戦績 | 総合格闘技 戦績 | 総合格闘技 戦績 |
| --------------- | --------------- | --------------- | --------------- | --------------- | --------------- | --------------- |
| 2 試合          | (T)KO           | 一本            | 判定            | その他          | 引き分け        | 無効試合        |
| 0 勝            | 0               | 0               | 0               | 0               | 0               | 0               |
| 2 敗            | 2               | 0               | 0               | 0               | 0               | 0               |

| 勝敗 | 対戦相手     | 試合結果                        | 大会名                        | 開催年月日    |
| ×    | ボブ・サップ | 1R終了時 TKO（タオル投入）      | K-1 BEAST 2004 〜新潟初上陸〜 | 2004年3月14日 |
| ×    | 高阪剛       | 1R 2:58 TKO（ドクターストップ） | 新日本プロレス ULTIMATE CRUSH | 2003年5月2日  |

### キックボクシング
| 勝敗 | 対戦相手 | 試合結果                  | 大会名                     | 開催年月日    |
| ×    | 子安慎悟 | 2R 1:08 TKO（タオル投入） | K-1 WORLD GP 2004 in SEOUL | 2004年7月17日 |

## 獲得タイトル
- モンゴル相撲 チャンピオン（2003年）